# Gabriel Gardner
Gabriel Gardner (né le 18 mars 1976 à San Diego) est un joueur de volley-ball américain. Lors des Jeux olympiques d'été de 2008 à Pékin, il remporte la médaille d'or.

## Palmarès
- Médaille d'or aux Jeux olympiques de Pékin en 2008